# 에드워드 프렌켈
에드워드 프렌켈(영어: Edward Frenkel, 러시아어: Эдуáрд Влади́мирович Фре́нкель 에두아르트 블라디미로비치 프렌켈[*], 1968년 5월 2일 ~ )은 러시아계 미국인 수학자로, 표현론, 대수 기하학, 수리 물리학을 연구한다. 캘리포니아 대학교 버클리의 교수이며 미국 예술 과학 아카데미 회원이다. 베스트셀러 수학 교양서적인 《내가 사랑한 수학》(Love and Math)를 저술한 것으로 잘 알려져 있으며, 이외에도 영화를 제작하거나 다큐멘터리 프로그램에 출연하는 등 대중에게 수학의 매력을 알리는 활동에 적극 참여하고 있다.

## 생애
1968년 러시아(당시 소련) 콜롬나에서 태어났다. 고등학생 시절부터 수학자 페트로프에게 사적으로 교수받으며 높은 수준의 수학을 공부했다. 모스크바 국립 대학교에 지원했으나 유대인이라는 이유로 차별당하며 떨어졌고, 이후 굽킨 러시아 국립 석유 가스 대학교에 진학하여 학생으로 있으면서 이즈라일 겔판트의 세미나에 다니게 되었다. 1989년 학위를 받은 이후 하버드 대학교에 방문교수로 초빙되었고, 그 다음 해에 하버드 대학원에 들어가 1991년 박사 학위를 받았다. 1994년부터 하버드 대학교 교수, 1997년부터 캘리포니아대 버클리의 교수로 있다.

## 같이 보기
- 랭글랜즈 프로그램